# Nadia Talbi
Pour les articles homonymes, voir Talbi.
Talbi Nadia née le 30 juillet 1944 à Sidi Ali (wilaya de Mostaganem - Algérie) est une comédienne algérienne.

## Biographie
Elle débute très jeune dans le théâtre. Son premier rôle a été l'interprétation de Safia, dans une pièce qui relatait les difficultés d'une jeune fille évoluant dans un milieu familial conservateur. Tout en répétant le soir dans une petite cave, elle prenait des cours de chant et de danse au Conservatoire d'Oran. Elle intègre le théâtre national algérien (TNA) au début des années 1960 en tant que professionnelle et obtient son premier rôle, Hélène, dans la pièce Moniserrat de Emmanuel Roblès. Après, une autre adaptation, Les Chiens de Tone Brulin, la révèle et constitue le tournant de sa carrière. Unique élément féminin dans cette œuvre, elle jouait pour la première fois, avec les grands du théâtre comme Larbi Zekkal, Sid Ali Kouiret, Sid Ahmed Agoumi et Abdelkader Alloula. Cette pièce obtiendra le premier prix maghrébin du théâtre.

## Filmographie

### Télévision
- El‑Khajjdoun
- La Clef
- Limada
- Les Raisins aigres

### Cinéma
- Chronique des années de braise (1974)
- L'Empire des rêves (1981)
- Vent de sable (1982)
- Une femme pour mon fils (1982)